# Park Ha-sun
Park Ha-sun (박하선?, 朴河宣?, Bak Ha-seonLR, Pak HasŏnMR; Seul, 22 ottobre 1987) è un'attrice sudcoreana.
Ha esordito nel 2005 nella serie televisiva Sarang-eun gijeog-i pir-yohae e ottenuto la notorietà cinque anni dopo grazie al ruolo della regina Inhyeon in Dong-yi, dopodiché si è dedicata alla sitcom comica High kick! - Jjarb-eun dari-ui yeokseup nel biennio 2011-2012. Dal 2020 è DJ di un suo programma radiofonico, Park Ha-sun's Cinetown. Nel 2021 ha presentato la 22ª edizione del Jeonju International Fantastic Film Festival.
Il 22 gennaio 2017 ha sposato il collega Ryu Soo-young, da cui ha avuto una figlia il successivo 2 agosto.

## Filmografia

### Cinema
- Apart (아파트?), regia di Ahn Byung-gi (2006)
- Eomeonineun jukji anhneunda (어머니는 죽지 않는다?), regia di Ha Myung-jung (2007)
- Babo (바보?), regia di Kim Jung-kwon (2008)
- Yeongdodari (영도다리?), regia di Jeon Su-il (2009)
- Jumunjin (주문진?), regia di Ha Myung-jung (2010)
- Sesang-eseo gajang areumda-un ibyeol (세상에서 가장 아름다운 이별?), regia di Mim Kyu-dong (2011)
- Champ (챔프?), regia di Lee Hwan-kyung (2011)
- Eumchi clinic (음치클리닉?), regia di Kim Ji-young (2012)
- Cheongnyeon gyeongchal (청년경찰?), regia di Kim Ju-hwan (2017)
- Roma-ui hyu-il (로마의 휴일?), regia di Lee Duk-hee (2017)
- Go Back (고백?), regia di Seo Eun-young (2021)
- Cheotbeonjjae a-i (첫번째 아이?), regia di Heo Jung-jae (2022)
- Donggam (동감?), regia di Seo Eun-young (2022)
- Eodiro gago sip-eusin-ga-yo (어디로 가고 싶으신가요?), regia di Kim Hee-jung (2023)

### Televisione
- Sarang-eun gijeog-i pir-yohae (사랑은 기적이 필요해?) – serie TV (2005)
- Ildan ttwi-eo (일단 뛰어?) – serie TV (2006)
- Gyeongseong scandal (경성스캔들?) – serie TV (2007)
- Wanggwa na (왕과 나?) – serie TV (2007-2008)
- Gangjeodeuk (강적들?) – serie TV (2008)
- Jeonseor-ui gohyang (전설의 고향?) – serie TV, un episodio (2008)
- Geujeo bara bodaga (그저 바라보다가?) – serie TV (2009)
- Hajajeondamban zero (하자전담반 제로?) – serie TV, episodio 16 (2009)
- Meomchul su eobs-eo (멈출 수 없어?) – serie TV (2009-2010)
- Dong-yi (동이?) – serie TV, 45 episodi (2010)
- High kick! - Jjarb-eun dari-ui yeokseup (하이킥! 짧은 다리의 역습?) – serie TV (2011-2012)
- Gwanggocheonjae I Tae-baek (광고천재 이태백?) – serie TV (2013)
- Two Weeks (투윅스?) – serie TV (2013)
- Gamjabyeol 2013QR3 (감자별 2013QR3?) – serie TV, episodio 30 (2013)
- Three Days (쓰리 데이즈?) – serie TV (2014)
- Yuhok (유혹?) – serie TV (2014)
- Honsunnamnyeo (혼술남녀?) – serie TV (2016)
- Pyeong-il ohu sesi-ui yeon-in (평일 오후 세시의 연인?) – serie TV (2019)
- Sanhujori-won (산후조리원?) – serie TV (2020)
- Myeoneuragi (며느라기?) – serie TV (2020-2022)
- Wolgan jip (월간 집?) – serie TV (2021)
- Geom-eun tae-yang (검은 태양?) – serie TV (2021)
- Moebius: Geom-eun tae-yang (뫼비우스 : 검은 태양?) – miniserie TV, 2 puntate (2021)
- Chiamalo amore (사랑이라 말해요?) – serie TV, un episodio (2023)
- Taro: Ilgop jang-ui i-yagi (타로: 일곱 장의 이야기?) – serie TV (2024)

## Riconoscimenti
- Golden Cinema Film Festival
  - 2018 – Miglior attrice di supporto per Cheongnyeon gyeongchal[9]
- SBS Entertainment Award
  - 2021 – Miglior DJ radiofonica principiante per Park Ha-sun's Cinetown[10]